# Варбург, Отто Генрих
О́тто Ге́нрих Ва́рбург (нем. Otto Heinrich Warburg; 8 октября 1883, Фрайбург, Баден — 1 августа 1970, Западный Берлин) — немецкий биохимик, физиолог и врач. Лауреат Нобелевской премии в области физиологии и медицины 1931 года. Один из выдающихся учёных двадцатого века в области цитологии. 
Член Германской академии естествоиспытателей «Леопольдина» (1956), иностранный член Лондонского королевского общества (1934).

## Биография
Сын физика Эмиля Варбурга. По отцовской линии происходил из известной еврейской династии Варбург из Альтоны. Учился в Берлине у выдающегося учёного Эмиля Фишера и в 1906 году защитил докторскую диссертацию по химии. Продолжил обучение у Людольфа фон Крэля в Гейдельберге, в 1911 году заслужил степень доктора медицины.
Между 1908 и 1914 годами работал на морской биологической станции Неаполя (Stazione Zoologica). Дружба с директором этой станции сохранилась у него на всю жизнь. Во время Первой мировой войны, служа на фронте офицером в уланском полку, заслужил орден Железный крест. Варбург был благодарен судьбе за эту возможность увидеть настоящую жизнь вне академии. Ближе к концу войны, когда исход войны был очевиден, Альберт Эйнштейн, друг отца Отто, написал по просьбе друзей письмо Отто, в котором просил его вернуться в академию, так как потерять такой талант в науке было бы трагедией.
Отто Варбург был гомосексуалом, в течение многих лет его партнёром являлся Якоб Хайс

## Научная работа и Нобелевская премия
Варбург изучал окислительно-восстановительные процессы в живой клетке. Им разработаны и усовершенствованы многие приборы и инструменты, методы исследования биологических объектов, широко используемые в химии и физиологии. Варбург изучал обмен веществ в клетках опухолей, вопросы фотосинтеза и химии брожения.
В 1920-х годах открыл явления, позже названные в его честь: эффект Варбурга в онкологии и эффект Варбурга в физиологии растений.
За открытие природы и функций «дыхательных ферментов» Варбург был удостоен Нобелевской премии в области физиологии и медицины в 1931 году.

## Раковая гипотеза
Рак, в отличие от других заболеваний, имеет бесчисленное множество вторичных причин возникновения. Но даже для рака есть всего одна первичная причина. Грубо говоря, первопричина рака — это замена дыхания с использованием кислорода в теле нормальной клетки на другой тип энергетики — ферментацию глюкозы.из лекции Отто Варбурга
Эта биохимическая гипотеза образования раковой опухоли сейчас считается ошибочной. Варбург утверждал, что этот эффект является первопричиной заболевания. Последующие исследования показали, что раковые клетки могут иметь любой тип энергообеспечения, в том числе и свойственный нормальным клеткам, а эффект считается следствием, а не причиной злокачественной трансформации клеток.

## Медаль Отто Варбурга
С 8 октября 1963 года, в день 80-летия Варбурга, Общество биохимии и молекулярной биологии (нем. Gesellschaft für Biochemie und Molekularbiologie) присуждает медаль Отто Варбурга.